# Ray Price
Pour les articles homonymes, voir Price.
Ray Price (né le 12 janvier 1926 à Perryville, au Texas et mort le 16 décembre 2013) est un chanteur, compositeur et guitariste de musique country. Ses succès au Grand Ole Opry et sur disques, son activité comme imprésario et ses prestations lors de ses tournées en ont fait un des artistes les plus influents de Nashville. For the Good Times, Release Me, Crazy Arms, Heartaches by the Number, You're the Best Thing That Ever Happened to Me, Night Life et Under Your Spell Again font partie de ses enregistrements les plus connus. Il a été élu au Country Music Hall of Fame en 1996.

## Biographie

### Premiers succès
Après son service militaire entre 1944 et 1946, Ray Price a fait ses débuts dans la chanson dans une station de radio d'Abilene, au Texas. Il s'est installé à Nashville au début des années 1950, logeant pendant une brève période avec Hank Williams. Au décès de celui-ci, il a pris la direction de son groupe d'accompagnement, les Drifting Cowboys.
En 1953, Ray Price a formé son propre groupe, The Cherokee Cowboys, qui comprenait notamment Roger Miller et Willie Nelson. L'année suivante, il a été le premier à faire un succès de la chanson Release Me, que Roger Miller avait composée en 1946 et pour laquelle il n'avait pas réussi à trouver d'interprète autre que lui-même jusque-là. La chanson a été reprise en 1967 par Engelbert Humperdinck et a été le premier succès du chanteur britannique au Billboard Hot 100. Miller a composé Invitation to the Blues pour Ray Price, tandis que Willie Nelson lui a offert sa chanson Night Life.
Au cours des années 1950, Ray Price a apporté une contribution importante au style de musique country Honky tonk, en vogue dans le sud-ouest des États-Unis et qu'on peut entendre dans ses enregistrements de Talk to Your Heart et Release Me. Il a aussi développé le "Ray Price Shuffle", un arrangement qu'on retrouve sur Crazy Arms et sur plusieurs autres de ses enregistrements à la fin de cette décennie.

### Nashville sound et gospel
Dans les années 1960, Ray Price se tourne de plus en plus vers le nouveau style de musique country désigné sous le nom de Nashville sound et mis à la mode notamment par Jim Reeves et Eddy Arnold. Il enregistre des chansons lentes dont les arrangements font appel à des instruments à cordes et à des choristes. On relève comme exemples son interprétation des chansons Danny Boy en 1967 et For the Good Times trois ans plus tard, cette dernière lui valant son premier succès numéro 1 au palmarès country depuis 1959. Son enregistrement de For the Good Times, une composition de Kris Kristofferson, lui permettra d'obtenir le meilleur classement de sa carrière au Billboard Hot 100 ainsi qu'un Grammy.
Au cours de la décennie suivante, Ray Price a obtenu trois autres titres de 1re position au classement country: I Won't Mention It Again, She's Got to Be a Saint et You're the Best Thing That Ever Happened to Me. Dans les récentes années, il s'est surtout consacré au style gospel avec des chansons telles Amazing Grace, What a Friend We have in Jesus, Farther Along et Rock of Ages. Il a aussi continué de se produire en tournées.

### Problèmes de santé
Depuis la fin de 2012, Ray Price combat un cancer du pancréas. Il a opté pour un traitement de chimiothérapie plutôt que de subir une intervention chirurgicale. Le chanteur a fait savoir alors qu'il avait bon espoir de reprendre ses activités professionnelles.

## Récompenses de l'industrie
Academy of Country Music
- 1970: Album de l'année (For The Good Times)
- 1970: Simple de l'année (For The Good Times)

Country Music Association
- 1971: Album de l'année (I Won't Mention It Again)

Country Music Hall of Fame
- Membre depuis 1996

Grammy Awards
- 1971: Meilleure interprétation vocale country masculine (For The Good Times)
- 2008: Meilleure collaboration vocale country avec Willie Nelson: (Lost Highway)